# Roots: The Gift
Roots: The Gift is een Amerikaanse televisiefilm uit 1988 naar het boek Roots: Wij zwarten van Alex Haley. De film vindt chronologisch gezien plaats tijdens de televisieserie Roots uit 1977, en meer bepaald tussen de tweede en de derde aflevering. Naast Roots: The Gift, verschenen nog een aantal verwante series. In 1979 verscheen de serie Roots: The Next Generations, gevolgd door de serie Alex Haley's Queen in 1993. Een remake van de originele serie werd in 2016 gemaakt, eveneens getiteld Roots.

## Verhaal
In december 1775 is Cletus Moyer een vrije zwarte noorderling in koloniaal Amerika, die slaven helpt ontsnappen aan gevangenschap. In de dagen vlak voor Kerstmis wordt Moyer door een groep premiejagers onder leiding van Hattie Carraway gevangen genomen. Door zijn gevangenneming lopen tientallen slaven, die al uit hun plantage waren ontsnapt, het gevaar ook gevangen te worden genomen. Moyer smeekt twee slaven van een nabijgelegen plantage om zijn plaats in te nemen: Kunta Kinte en Fiddler. Kunta wil graag helpen (en zelf ontsnappen), maar Fiddler is bang voor de gevolgen indien ze gepakt worden.
Na een mislukte slavenopstand elders in de kolonie worden Moyer en twee slaven op kerstavond opgehangen, wat Fiddler ertoe aanzet zijn angst opzij te zetten en Kunta te helpen de ontsnapte slaven naar de vrijheid te leiden. Hoewel het duo de ontsnapten die nacht met succes naar hun volgende halte op de ontsnappingsroute leidt (een boot die bij de rivier wacht), is er slechts plaats voor één van hen, en aangezien geen van beiden zonder de ander wil gaan, besluiten ze allebei te blijven. Die keuze dwingt hen terug te keren naar de plantage en een excuus te verzinnen voor hun tijdelijke afwezigheid. Desalniettemin zijn Kunta en Fiddler tevreden met het feit dat ze een groep medeslaven het mooiste kerstcadeau van allemaal hebben kunnen geven: vrijheid.

## Hoofdpersonages
- LeVar Burton - Kunta Kinte
- Louis Gossett, Jr. - Fiddler
- Shaun Cassidy - Edmund Parker, Jr.
- Jerry Hardin - Dr. William Reynolds
- Kate Mulgrew - Hattie Carraway
- Avery Brooks - Cletus Moyer
- Michael Learned - Amelia
- John McMartin - Edmund Parker, Sr.
- Annabella Price - Sarah Parker
- Fran Bennett - May
- Tim Russ - Marcellus
- Alex Haley - Introductie